# Autoritratto a 71 anni
Autoritratto a 71 anni è un dipinto di Francesco Hayez che si trova agli Uffizi.

## Storia e descrizione
Questo autoritratto è nella sua cornice originale ottocentesca, sagomata e dorata a foglia d'oro zecchino. È firmato e datato, in basso a sinistra: Francesco Hayez Venezia 1862. La datazione 1860, talvolta ripetuta, è un errore.
La direzione della Galleria degli Uffizi aveva sollecitato al pittore l'invio di un ritratto, fin dal 1858, per mezzo di Giuseppina Appiani Strigelli, nuora di Andrea Appiani, e la donazione arrivò nel 1863. L'autoritratto si trova ora in esposizione nel Corridoio vasariano.
Su un fondo grigio e indistinto, rischiarato appena da un alone di luce, la sagoma del pittore si staglia, in piedi, con la tavolozza e i pennelli nella sinistra e il pennello con cui è al lavoro nella destra, che è appoggiata lievemente ad un banco di legno grezzo. La raffigurazione è severa, asciutta, nitida.
In questo periodo della sua vita, Hayez esaltava le suggestioni risorgimentali ed era uno degli artisti elevati a simbolo della nascente nazione italiana.

## Esposizioni
- Mostra dei Maestri di Brera: (1776-1859), Milano, 1975[2]

## Galleria d'immagini

Gli altri autoritratti
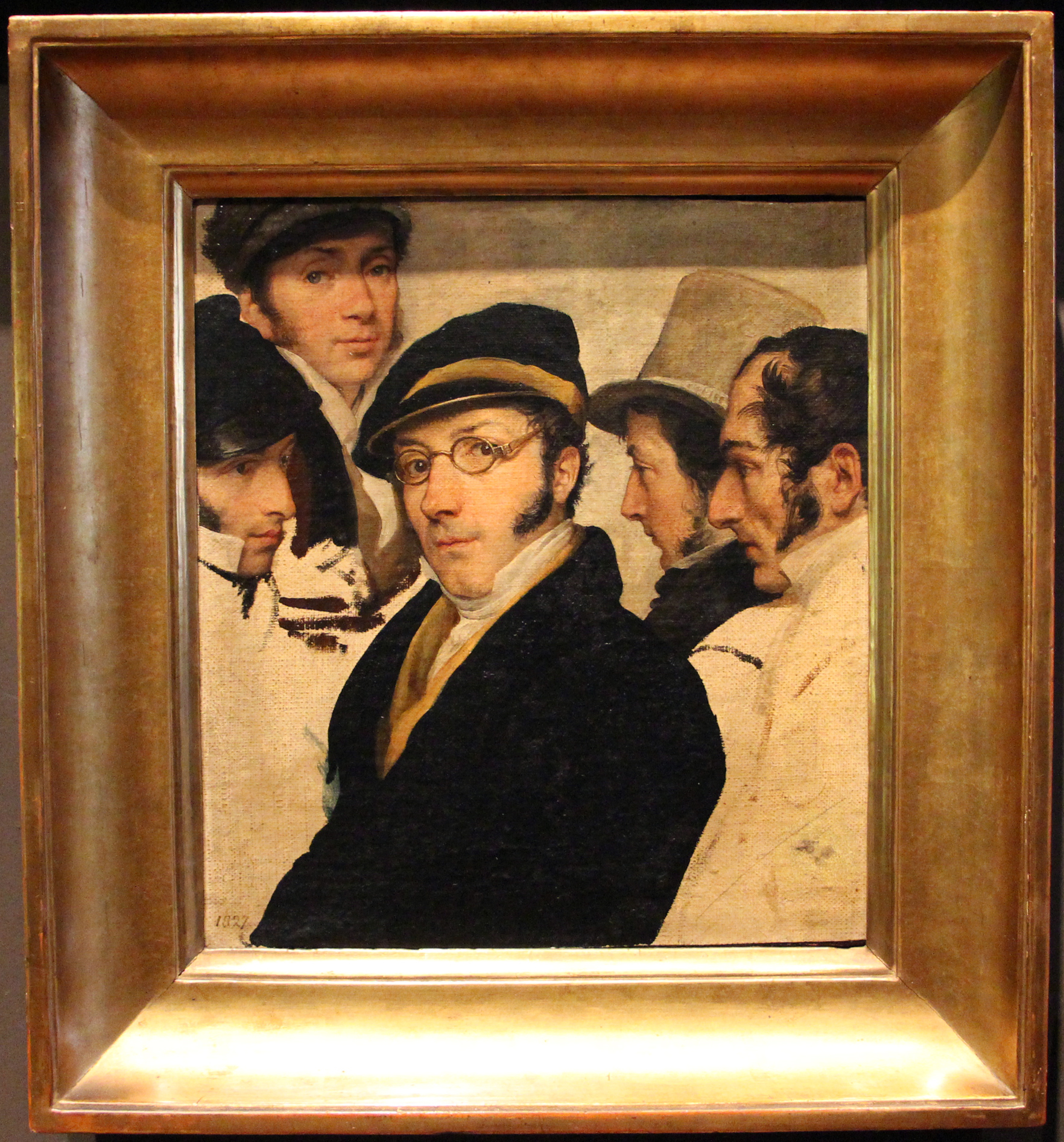
Francesco Hayez, Autoritratto in un gruppo di amici, 1824 circa, Museo Poldi Pezzoli (Milano)
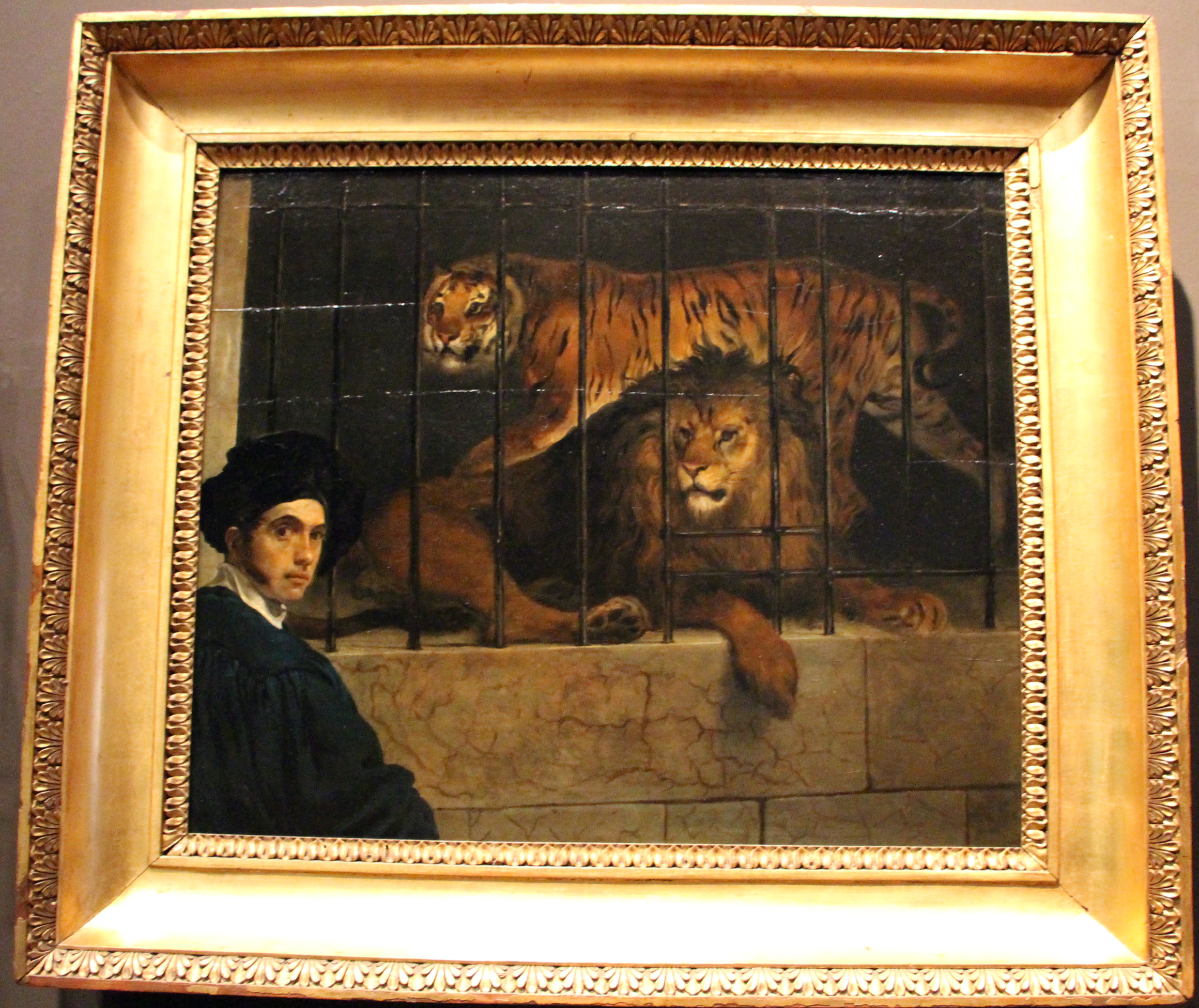
Francesco Hayez, Autoritratto con leone e tigre in gabbia, 1830 circa, Museo Poldi Pezzoli, (Milano)
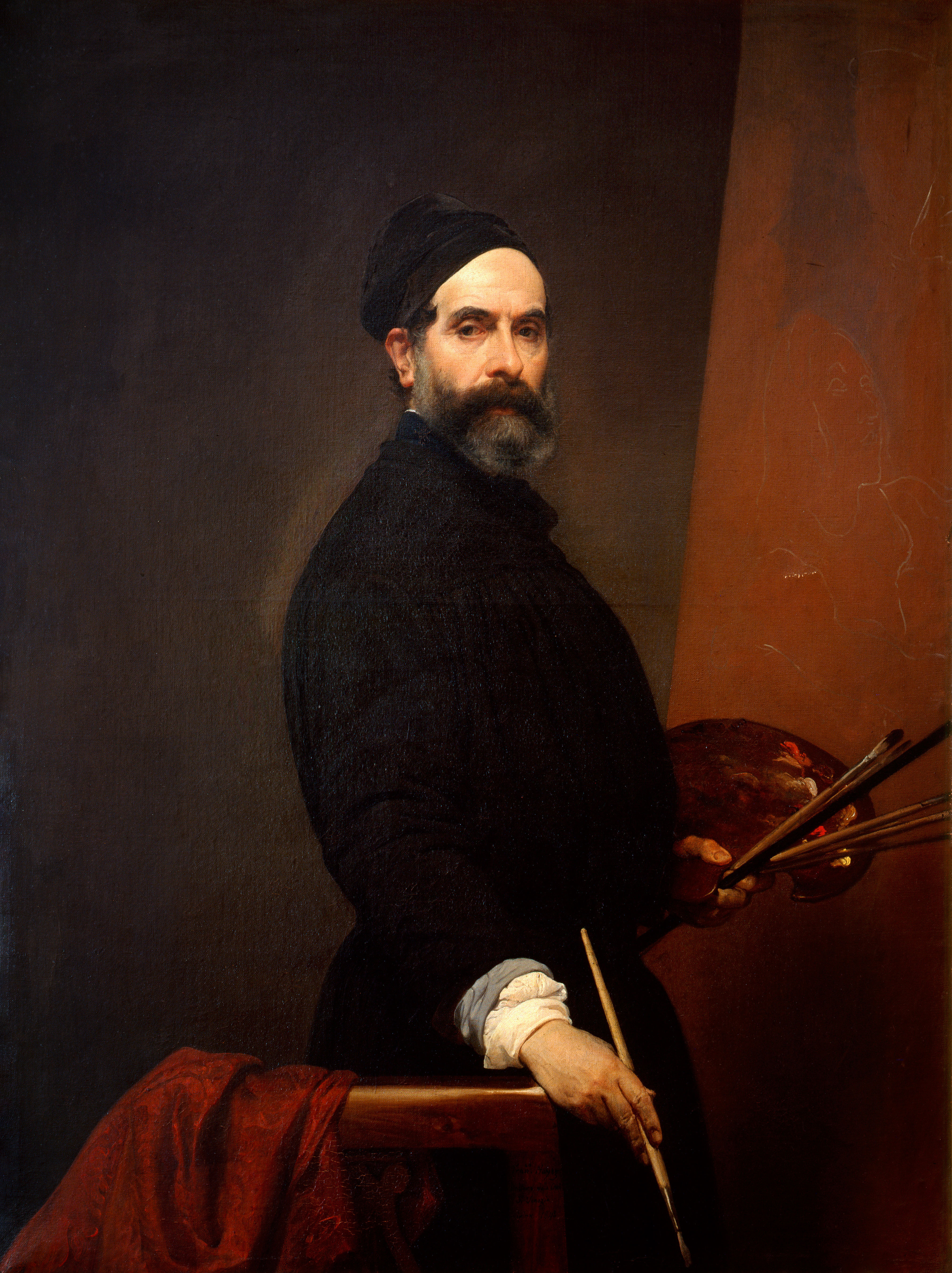
Francesco Hayez, Autoritratto a 57 anni, Pinacoteca di Brera (Milano)
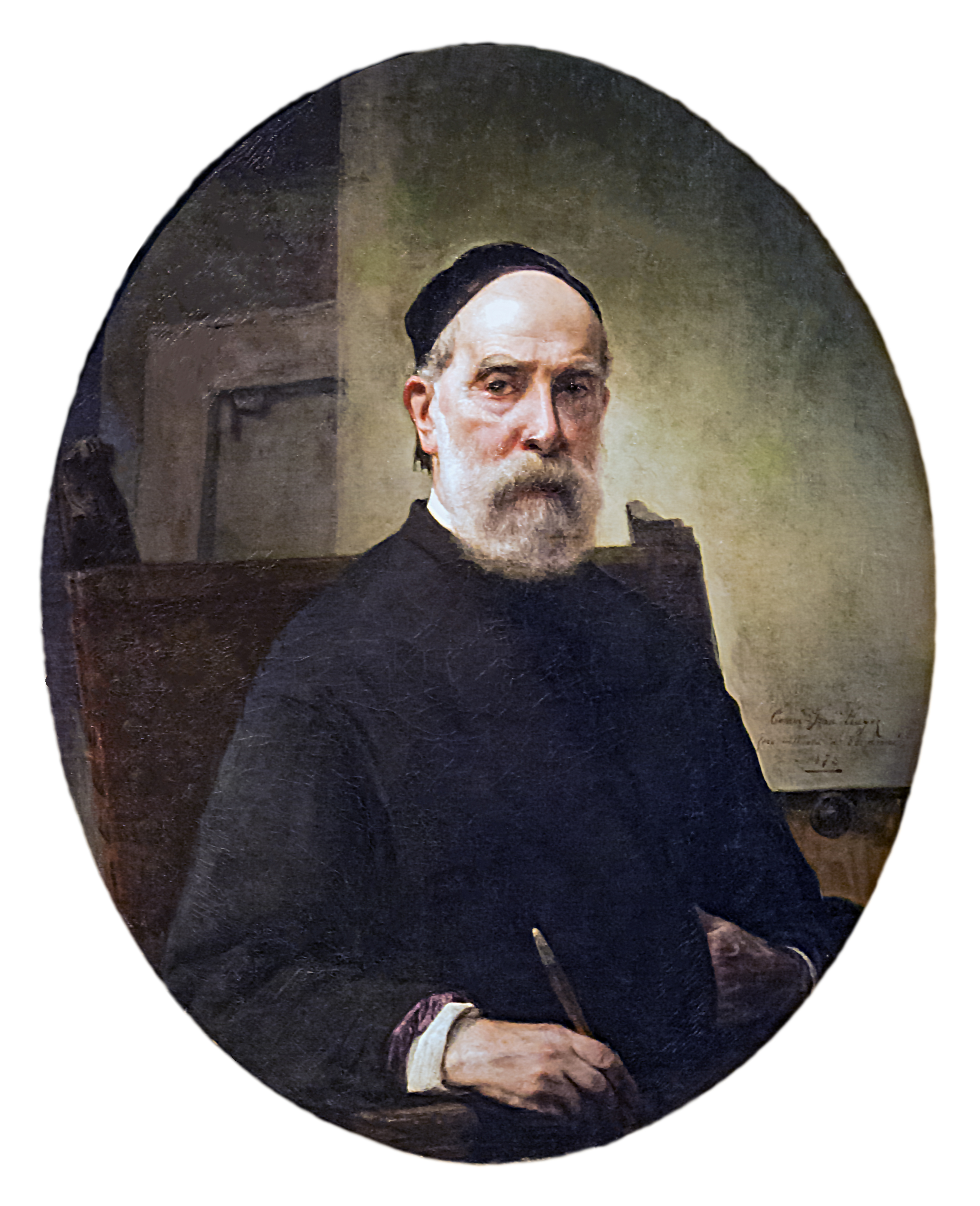
Francesco Hayez, Autoritratto a 88 anni, Galleria internazionale d'arte moderna (Venezia)